# Фердинанд I (герцог Пармский)
Фердинанд I (итал. Ferdinando I di Parma; 20 января 1751 — 9 октября 1802) — герцог Пармы, Пьяченцы и Гуасталлы.
Сын герцога Пармского Филиппа I и его жены Луизы Елизаветы Французской, дочери Людовика XV. С 1757 по 1769 годы его наставником был аббат Этьен Бонно де Кондильяк, известный последователь идей французской философии. Фердинанд вступил на престол после смерти своего отца в 1765 году.

## Семья
В июне 1769 года Фердинанд попросил руки Марии Амалии, эрцгерцогини Австрийской. Невеста, будучи старше его на 5 лет, была дочерью императрицы Марии Терезии. Свадьба состоялась в герцогском дворце Колорно 19 июля, после получения разрешения на брак от папы римского ввиду близкого родства жениха и невесты. У супругов было девять детей, но выжили лишь четверо:
- Каролина (1770—1804), супруга Максимилиана Саксонского,
- Луиджи I (1773—1803), король Этрурии,
- Мария Антония (1774—1841), урсулинка,
- Мария Карлотта (1777—1813), монахиня.

## Правление

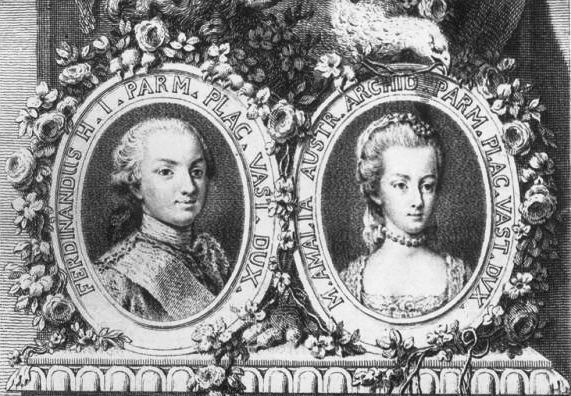
Герцогская чета

Фактически с 1759 года герцогство управлялось Гийомом дю Тийо, назначенным из Франции. Но по прибытии, Мария Амелия приложила усилия чтобы сменить французско-испанское влияние на австрийское. Войдя в открытую оппозицию с министром, она добилась от мужа его смещения, несмотря на недовольство Франции и Испании. После этого державы отправили в Парму ещё одного министра, но и он был отослан обратно после недружелюбного приема.
Французская революция и угроза войны вынудили Фердинанда провозгласить нейтралитет, однако в то же время он подписал секретный договор с Австрией в 1794 году.
В 1796 году войска Наполеона вторглись в Парму, а затем в Милан. В феврале 1801 года, по Люневильскому миру, герцог получил великое герцогство Тосканское, но лишилися его по Аранхуэсскому договору в апреле 1801 года. На месте герцогства Тосканского было создано королевство Этрурия, переданное сыну Фердинанда Людовику.
С 1801 года Фердинанд находился под наблюдением Франции в лице графа Моро де Сен-Мери. Умирая, Фердинанд завещал Пармское герцогство своему сыну при регентстве графа. Герцог умер 9 октября 1802 года, возможно от отравления ядом. Регентство не продлилось и нескольких дней, герцогство было присоединено к владениям Франции.